# Raja maderensis
Raja maderensis (лат.) — вид хрящевых рыб семейства ромбовых скатов отряда скатообразных. Обитают в водах центрально-восточной части Атлантического океана между 33° и 31° с. ш. Встречаются на глубине до 500 м. Их крупные, уплощённые грудные плавники образуют диск в виде ромба со слегка выступающим рылом. Максимальная зарегистрированная длина 85 см. Откладывают яйца. Не являются объектом целевого промысла.

## Таксономия
Впервые вид был научно описан в 1838 году. Таксономия и родственные связи с прочими ромбовыми скатами, обитающими в водах Азорских островов нуждаются в дальнейших исследованиях.

## Ареал
Эти батидемерсальные скаты являются эндемиками вод, омывающих о-в Мадейру. Встречаются в верхней части материкового склона на глубине от 150 до 500 м.

## Описание
Широкие и плоские грудные плавники этих скатов образуют диск в виде ромба со слегка выступающим кончиком рыла и закруглёнными краями. На вентральной стороне диска расположены 5 жаберных щелей, ноздри и рот. На длинном хвосте имеются латеральные складки.  Дорсальная поверхность диска полностью покрыта грубыми шипами, выделяются орбитальные шипы. Имеется срединный ряд из 21—25 колючек, пролегающий от затылка до первого спинного плавника. Между спинными плавниками имеется 2—3 шипа и несколько колючек по нижнему краю хвоста. Окраска дорсальной поверхности тёмно-коричневого цвета с неравномерными светлыми пятнами, образующими волнистые поперечные полосы  с более узкими полосами в промежутке, имеющими ровную окраску. Вентральная поверхность белая, за исключением серого рыла и широкой тёмной окантовки грудных плавников вплоть до кончика рыла. Кончик хвоста чёрный.  Максимальная зарегистрированная длина 80 см.

## Биология
Подобно прочим ромбовым эти скаты откладывают яйца, заключённые в жёсткую роговую капсулу с выступами на концах. Эмбрионы питаются исключительно желтком. Рацион взрослых особей состоит из донных животных.

## Взаимодействие с человеком
На Мадейре целевой промысел отсутствует. Международный союз охраны природы присвоил виду охранный статус «Уязвимый».